# Okręg wyborczy województwo bydgoskie do Senatu Rzeczypospolitej Polskiej
Okręg wyborczy województwo bydgoskie do Senatu Rzeczypospolitej Polskiej obejmował w latach 1989–2001 obszar województwa bydgoskiego. Wybierano w nim 2 senatorów, przy czym w latach 1989–1991 obowiązywała zasada większości bezwzględnej, zaś w latach 1991–2001 większości względnej.
Powstał w 1989 wraz z przywróceniem instytucji Senatu. Zniesiony został w 2001, na jego obszarze utworzono nowe okręgi nr 4, 25 i 36.
Siedzibą okręgowej komisji wyborczej był Bydgoszcz.

## Reprezentanci okręgu
| Rok  | Senator komitet wyborczy                    | Senator komitet wyborczy                           | Senator komitet wyborczy                      | Senator komitet wyborczy                                            |                                             |
| ---- | ------------------------------------------- | -------------------------------------------------- | --------------------------------------------- | ------------------------------------------------------------------- | ------------------------------------------- |
| 1989 |                                             | Antoni Tokarczuk                                   |                                               | Aleksander Paszyński                                                |                                             |
| 1991 |                                             | Andrzej Rzeźniczak Kongres Liberalno-Demokratyczny |                                               | Piotr Pankanin Niezależny Samorządny Związek Zawodowy „Solidarność” |                                             |
| 1993 |                                             | Dorota Kempka Sojusz Lewicy Demokratycznej         |                                               | Grażyna Ciemniak Sojusz Lewicy Demokratycznej                       |                                             |
| 1997 |                                             | Dorota Kempka Sojusz Lewicy Demokratycznej         | Maciej Świątkowski Akcja Wyborcza Solidarność |                                                                     |                                             |
| 2001 | okręg zniesiony, patrz okręgi nr 4, 25 i 36 | okręg zniesiony, patrz okręgi nr 4, 25 i 36        | okręg zniesiony, patrz okręgi nr 4, 25 i 36   | okręg zniesiony, patrz okręgi nr 4, 25 i 36                         | okręg zniesiony, patrz okręgi nr 4, 25 i 36 |

## Wyniki wyborów
Symbolem „●” oznaczono senatora ubiegającego się o reelekcję.

### Wybory parlamentarne 1989
| Kandydat | I tura  | I tura | II tura | II tura |
| Kandydat | Głosów  | %      | Głosów  | %       |
| --- | ------- | ------ | ------- | ------- |
| Antoni Tokarczuk                                                                                                | 232 413 | 58,47  | —       | —       |
| Aleksander Paszyński                                                                                            | 177 504 | 44,66  | 224 459 | 63,08   |
| Jan Glemb | 86 398  | 21,74  | 124 139 | 34,89   |
| Henryk Bednarski                                                                                                | 33 359  | 8,39   | —       | —       |
| Andrzej Rzeźniczak                                                                                              | 30 232  | 7,61   | —       | —       |
| Tadeusz Jasudowicz                                                                                              | 21 553  | 5,42   | —       | —       |
| Henryk Bąkowski                                                                                                 | 14 757  | 3,71   | —       | —       |
| Henryk Chmara                                                                                                   | 14 475  | 3,64   | —       | —       |
| Ryszard Bagiński                                                                                                | 11 156  | 2,81   | —       | —       |
| Norbert Krawczyk                                                                                                | 10 292  | 2,59   | —       | —       |
| Kazimierz Drozd                                                                                                 | 10 088  | 2,54   | —       | —       |
| Stanisław Kwiatkowski                                                                                           | 9108    | 2,29   | —       | —       |
| Bogdan Ostrowski                                                                                                | 7264    | 1,83   | —       | —       |
| Jan Szklarski                                                                                                   | 6909    | 1,74   | —       | —       |
| Kazimierz Fiałkowski                                                                                            | 6499    | 1,64   | —       | —       |
| Tadeusz Suszyński                                                                                               | 6076    | 1,53   | —       | —       |
| Zenon Imbierowski                                                                                               | 5708    | 1,44   | —       | —       |
| Tadeusz Gruszka                                                                                                 | 5123    | 1,29   | —       | —       |
| Henryk Porowski                                                                                                 | 4626    | 1,16   | —       | —       |
| Bogdan Michalak                                                                                                 | 4391    | 1,10   | —       | —       |
| Bogdan Pachura                                                                                                  | 3990    | 1,00   | —       | —       |
| Bernard Rybczyński                                                                                              | 3946    | 0,99   | —       | —       |
| Marian Szabela                                                                                                  | 3897    | 0,98   | —       | —       |
| Liczba głosów ważnych: 397 473 (I tura) • 355 843 (II tura) Źródło: Państwowa Komisja Wyborcza I tura i II tura |         |        |         |         |

### Wybory parlamentarne 1991
| Kandydat                                              | Kandydat               | Komitet wyborczy                                     | Głosów |
| ----------------------------------------------------- | ---------------------- | ---------------------------------------------------- | ------ |
|                                                       | Andrzej Rzeźniczak     | Kongres Liberalno-Demokratyczny                      | 91 689 |
|                                                       | Piotr Pankanin         | Niezależny Samorządny Związek Zawodowy „Solidarność” | 60 455 |
|                                                       | Leszek Zarzycki        | Sojusz Lewicy Demokratycznej                         | 56 231 |
|                                                       | Stanisław Betlejewski  | Unia Demokratyczna                                   | 55 657 |
|                                                       | Eleonora Harendarska   | Unia Demokratyczna                                   | 50 372 |
|                                                       | Bernard Rybczyński     | Sojusz Lewicy Demokratycznej                         | 49 989 |
|                                                       | Zdzisław Kostkowski    | Wyborcza Akcja Katolicka                             | 45 942 |
|                                                       | Bogdan Romański        | Porozumienie Obywatelskie Centrum                    | 42 235 |
|                                                       | Bronisław Pastuszewski | Chrześcijańska Demokracja                            | 39 883 |
|                                                       | Jerzy Sulimierski      | Porozumienie Obywatelskie Centrum                    | 31 680 |
|                                                       | Ryszard Stanek         | Bydgoska Lista Jedności Ludowej                      | 29 388 |
|                                                       | Stanisław Jędrusik     | Bydgoska Lista Jedności Ludowej                      | 25 202 |
|                                                       | Zygmunt Tucholski      | Chrześcijańska Demokracja                            | 21 985 |
|                                                       | Józef Słotwiński       | Stronnictwo Demokratyczne                            | 18 119 |
|                                                       | Wiktor Hys             | Stronnictwo Demokratyczne                            | 16 165 |
| Frekwencja: 45,74% Źródło: Państwowa Komisja Wyborcza |                        |                                                      |        |

### Wybory parlamentarne 1993
| Kandydat                                              | Kandydat             | Komitet wyborczy                                     | Głosów  |
| ----------------------------------------------------- | -------------------- | ---------------------------------------------------- | ------- |
|                                                       | Dorota Kempka        | Sojusz Lewicy Demokratycznej                         | 117 577 |
|                                                       | Grażyna Ciemniak     | Sojusz Lewicy Demokratycznej                         | 114 505 |
|                                                       | Józef Kałużny        | Kongres Liberalno-Demokratyczny                      | 57 430  |
|                                                       | Wojciech Mojzesowicz | Polskie Stronnictwo Ludowe                           | 54 312  |
|                                                       | Kornel Ceglarski     | KW Kornela Ceglarskiego                              | 51 583  |
|                                                       | Roman Kotzbach       | Niezależny Samorządny Związek Zawodowy „Solidarność” | 50 806  |
|                                                       | Jerzy Grześk         | Samoobrona – Leppera                                 | 49 624  |
|                                                       | Jerzy Harendarski    | Unia Demokratyczna                                   | 48 985  |
|                                                       | Edwin Warczak        | „Zjednoczenie Polskie”                               | 38 853  |
|                                                       | Janusz Stajszczak    | KW „Niezależne Bydgoskie Forum Gospodarcze”          | 37 661  |
|                                                       | Jerzy Cyganiak       | Bezpartyjny Blok Wspierania Reform                   | 34 419  |
|                                                       | Ryszard Kaczmarek    | Konfederacja Polski Niepodległej                     | 33 950  |
|                                                       | Zdzisław Kostkowski  | Zjednoczenie Chrześcijańsko-Narodowe                 | 33 508  |
|                                                       | Stanisław Witek      | Polska Partia Przyjaciół Piwa                        | 24 194  |
|                                                       | Janusz Kaczmarek     | Bezpartyjny KW Polska Godność                        | 22 348  |
|                                                       | Bogdan Gorzycki      | Stronnictwo Demokratyczne                            | 20 650  |
| Frekwencja: 52,20% Źródło: Państwowa Komisja Wyborcza |                      |                                                      |         |

### Wybory parlamentarne 1997
| Kandydat                                              | Kandydat              | Komitet wyborczy                    | Głosów  |
| ----------------------------------------------------- | --------------------- | ----------------------------------- | ------- |
|                                                       | Dorota Kempka ●       | Sojusz Lewicy Demokratycznej        | 141 710 |
|                                                       | Maciej Świątkowski    | Akcja Wyborcza Solidarność          | 140 241 |
|                                                       | Grażyna Ciemniak ●    | Sojusz Lewicy Demokratycznej        | 140 058 |
|                                                       | Marek Jerzy           | Ruch Odbudowy Polski                | 74 955  |
|                                                       | Andrzej Kobiak        | Unia Wolności                       | 74 900  |
|                                                       | Stanisław Tarasiuk    | Krajowa Partia Emerytów i Rencistów | 43 635  |
|                                                       | Leszek Bystryk        | Polskie Stronnictwo Ludowe          | 36 181  |
|                                                       | Lucjan Aleksandrowicz | KW Senatora Niezależnego            | 24 907  |
|                                                       | Edward Turczynowicz   | KW Edwarda Turczynowicza            | 14 417  |
| Frekwencja: 48,16% Źródło: Państwowa Komisja Wyborcza |                       |                                     |         |